# 加富尔桥
41°54′18″N 12°28′28″E / 41.904964°N 12.474385°E

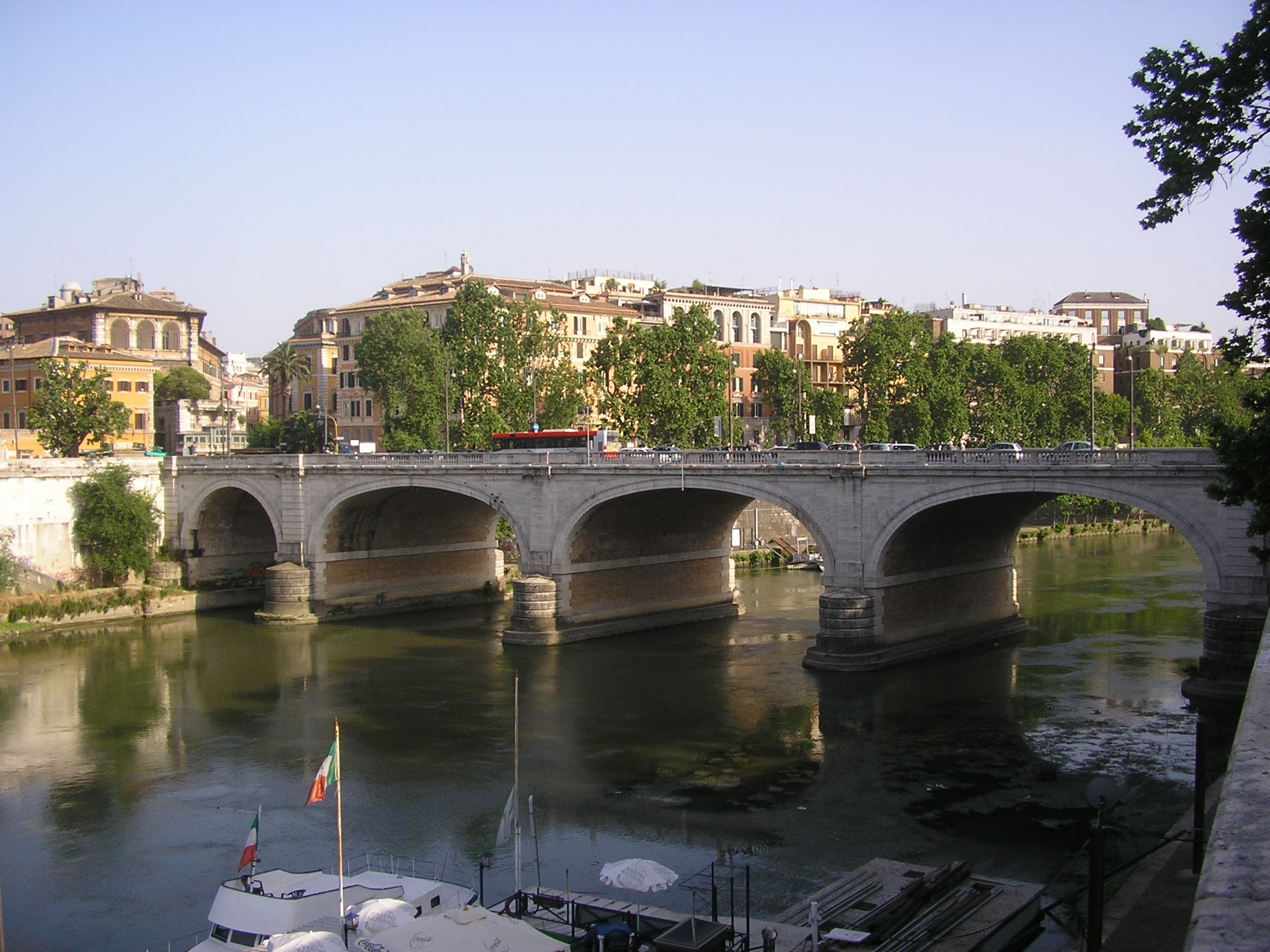

加富尔桥（Ponte Cavour）是意大利罗马的一座桥梁，连接里佩塔门广场（piazza del Porto di Ripetta）和梅里尼河岸（lungotevere dei Mellini），位于战神广场区和普拉蒂区。它也连接了加富尔广场周围地区和战神广场和平祭坛博物馆周围地区。
它长约110米，由建筑师Angelo Vescovali设计，有五个拱门和石灰华饰面，建于1896年至1901年之间。它于1901年5月25日开放，以意大利统一的先驱之一卡米洛·奔索 (加富爾伯爵)命名。